# Zakazane Miasto
Zakazane Miasto (chiń. 故宫, Gù Gōng, dosł. „Starożytny Pałac”) – dawny pałac cesarski dynastii Ming i Qing, znajdujący się w centrum Pekinu. W 1987 roku obiekt został wpisany na listę światowego dziedzictwa UNESCO.

## Historia

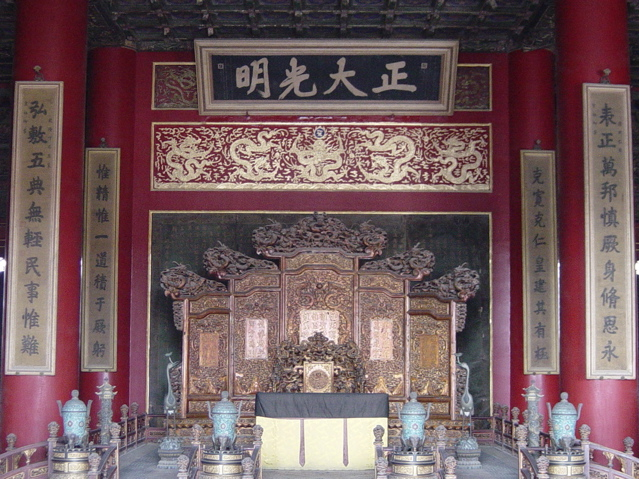
Wnętrze jednego z pawilonów

Kompleks pałacowy zbudowano w latach 1406–1420, na polecenie cesarza Yongle z dynastii Ming na miejscu dawnego Chanbałyku (chiń. Dadu), miasta stołecznego mongolskiej dynastii Yuan. Do 1644 zasiadali w nim cesarze dynastii Ming. W czasie wojny domowej i najazdu Mandżurów większość zabudowań uległa zniszczeniu, ale zostały odbudowane przez następną, mandżurską dynastię Qing. Po ustanowieniu republiki w 1912, część zewnętrzną Zakazanego Miasta udostępniono jako muzeum, w części wewnętrznej do roku 1924 nadal mieszkał były już cesarz Puyi. W 1925 na terenie Zakazanego Miasta zostało utworzone Muzeum Pałacowe.
Podczas inwazji japońskiej Zakazane Miasto uległo poważnym zniszczeniom. Po powstaniu Chińskiej Republiki Ludowej Zakazane Miasto zostało odbudowane i w 1965 ponownie udostępnione jako muzeum.
W okresie rewolucji kulturalnej w Zakazanym Mieście z rozkazu Zhou Enlaia stacjonowało wojsko mające chronić je przed zniszczeniem przez hunwejbinów.
Prezydent USA Donald Trump wziął udział w uroczystym obiedzie na terenie Zakazanego Miasta 8 listopada 2017. Towarzyszyła mu Pierwsza Dama USA Melania Trump oraz Przewodniczący Chińskiej Republiki Ludowej Xi Jinping wraz z żoną Peng Liyuan. Trump był pierwszym zagranicznym przywódcą od czasu ustanowienia Chińskiej Republiki Ludowej w 1949 roku, który dostąpił takiego zaszczytu.

## Architektura

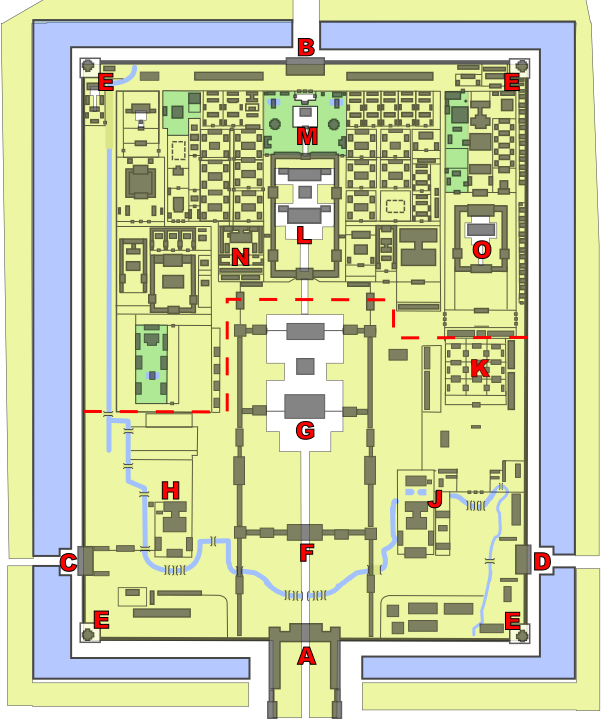
Plan Zakazanego Miasta. Czerwona linia pokazuje podział na dwór wewnętrzny (północny) i zewnętrzny (południowy).

Pałac otoczony jest murem obronnym z wieżami przykrytymi charakterystyczną dla całego kompleksu żółtą dachówką, oraz fosą. Kompleks rozplanowano wzdłuż głównej osi północ – południe. Na obszarze o długości 960 m i szerokości 760 m wzniesiono ok. 800 pałaców i wiele mniejszych pawilonów. Pałac i sąsiadujące parki z trzema sztucznymi stawami tworzą całościową, zamkniętą kompozycję.
Południowym wejściem jest Brama Południkowa (Wumen); za nią znajduje się brama Brama Najwyższej Harmonii, za którą z kolei znajduje się centrum pałacu, a zarazem administracyjne i ceremonialne centrum Cesarstwa: kompleks trzech hal tronowych. Od południa pierwszy jest Pawilon Najwyższej Harmonii (Taihedian), zbudowany w 1627. Dalej na północ – mniejszy pawilon Zhonghedian, w którym cesarz przygotowywał się do uroczystości i Baohedian – sala audiencji. Wszystkie trzy budynki oficjalnej części pałacu zbudowano na trójstopniowym, marmurowym cokole, którego ściany ozdobiono reliefem przedstawiającym smoki. Cokół ten kształtem przypomina chiński znak oznaczający ziemię (土). Odwołuje się to do pięciu elementów wu xing, w których pierwiastek ziemi zajmuje centralne miejsce. Miało to za zadanie podkreślić zwierzchnictwo cesarza nad jego państwem. W najokazalszym pawilonie Taihedian odbywały się uroczystości koronacyjne, z okazji urodzin cesarza i Nowego Roku. Główne hale, podobnie jak większość budynków Zakazanego Miasta, utrzymane są w szczęśliwych w chińskiej symbolice kolorach: czerwonym (ściany i kolumny) i żółtozłotym (dachy). Charakterystyczny odcień dachówki był zastrzeżony dla pałaców cesarskich.
Za częścią oficjalną, oddzielona murem i bramą Qianqingmen znajduje się część prywatna, również złożona z trzech, umieszczonych wzdłuż tej samej osi obiektów: pałacu Qiangqinggong (Pałac Niebiańskiej Czystości), pałacu Kunninggong (Pałac Ziemskiego Spokoju) – rezydencje cesarskiej pary oraz pawilonu Jiaotaidian (Sala Jedności).
Pałace rodziny cesarskiej, konkubin cesarskich itp. są w północnej części kompleksu, po obu stronach głównej osi (pod samym murem zlokalizowane są ogrody). W południowej części, na wschód i na zachód od Taihedian są budynki administracji cesarskiej.
Symetryczne założenie, oparte na podstawowej osi północ-południe, z pomocniczymi osiami równoległymi do głównej, wyrażało harmonię, która winna panować we wszechświecie. Cesarz, zasiadający w sali tronowej najważniejszej hali Taihedian, w centrum pałacu, położonego w centrum miasta – zajmował (w sensie kosmologicznym) miejsce w centrum świata.
Pałac był częścią większej całości zabudowań cesarskich: na zachód od niego znajdowały się parki wokół trzech sztucznych jezior (hai), Południowego (nan), Środkowego (zhong) i Północnego (bei). Północny Park Beihai jest udostępniony dla publiczności; pozostałe dwa, kompleks Zhongnanhai, to rezydencja najwyższych władz ChRL. Na północ od zabudowań Gu Gong położony jest Park Jingshan. Wzgórze Węglowe w Parku Jingshan, usypane z ziemi wydobytej z fosy pałacu, osłania kompleks od północy, zgodnie z zasadami chińskiej geomancji fengshui; od południa ochrania pałac woda płynąca niewielkim kanałem między Wumen a Taihemen.
Na południe od Pałacu, za Bramą Południkową znajdowały się dwa kompleksy świątynne: na wschód od głównej osi świątynia Cesarskich Przodków (Taimiao), obecnie Ludowy Pałac Kultury, a na zachód – Ołtarz Ziemi i Plonów (Shejitan), obecnie Park Sun Jat-sena. Na południowym krańcu alei między świątyniami znajduje się Brama Niebiańskiego Spokoju, a za nią Plac Tian’anmen.